# Parma Calcio 1913 2019-2020
Questa voce raccoglie le informazioni riguardanti il Parma Calcio 1913 nelle competizioni ufficiali della stagione 2019-2020.

## Stagione
La stagione 2019-20 è la ventiseiesima del Parma nella massima serie del campionato italiano.

## Divise e sponsor
Il fornitore tecnico per la stagione 2019-2020 è Erreà.
Gli sponsor di maglia sono i seguenti:
- Cetilar, il cui marchio appare al centro delle divise
- Lewer, sulla parte destra del petto
- Fratelli Beretta (sul retro) sotto il brand "Viva la Mamma"
- Canovi Coperture, sulla manica sinistra

| Casa | Trasferta | Terza divisa | Speciale 50º anno dalla "fusione" con la Parmense |

## Rosa
| N. |                      | Ruolo | Calciatore         |
| -- | -------------------- | ----- | ------------------ |
| 1  | Italia (bandiera)    | P     | Luigi Sepe         |
| 2  | Italia (bandiera)    | D     | Simone Iacoponi    |
| 3  | Albania (bandiera)   | D     | Kastriot Dermaku   |
| 5  | Italia (bandiera)    | D     | Vasco Regini       |
| 7  | Francia (bandiera)   | A     | Yann Karamoh       |
| 8  | Italia (bandiera)    | C     | Alberto Grassi     |
| 9  | Italia (bandiera)    | A     | Roberto Inglese    |
| 10 | Brasile (bandiera)   | C     | Hernani            |
| 11 | Danimarca (bandiera) | A     | Andreas Cornelius  |
| 15 | Uruguay (bandiera)   | C     | Gastón Brugman     |
| 16 | Francia (bandiera)   | D     | Vincent Laurini    |
| 17 | Italia (bandiera)    | C     | Antonino Barillà   |
| 19 | Slovenia (bandiera)  | C     | Jasmin Kurtić      |
| 20 | Italia (bandiera)    | A     | Gianluca Caprari   |
| 21 | Italia (bandiera)    | C     | Matteo Scozzarella |

| N. |                           | Ruolo | Calciatore             |
| -- | ------------------------- | ----- | ---------------------- |
| 22 | Portogallo (bandiera)     | D     | Bruno Alves (capitano) |
| 26 | Italia (bandiera)         | A     | Luca Siligardi         |
| 27 | Costa d'Avorio (bandiera) | A     | Gervinho               |
| 28 | Svezia (bandiera)         | D     | Riccardo Gagliolo      |
| 29 | Italia (bandiera)         | C     | Gianni Munari          |
| 33 | Slovacchia (bandiera)     | C     | Juraj Kucka            |
| 34 | Italia (bandiera)         | P     | Simone Colombi         |
| 36 | Italia (bandiera)         | D     | Matteo Darmian         |
| 40 | Italia (bandiera)         | P     | Edoardo Corvi          |
| 44 | Svezia (bandiera)         | C     | Dejan Kulusevski       |
| 53 | Italia (bandiera)         | P     | Fabrizio Alastra       |
| 88 | Italia (bandiera)         | A     | Andrea Adorante        |
| 92 | Romania (bandiera)        | P     | Ionuț Radu             |
| 93 | Italia (bandiera)         | A     | Mattia Sprocati        |
| 97 | Italia (bandiera)         | D     | Giuseppe Pezzella      |

## Organigramma societario
Area direttiva
- Presidente: Pietro Pizzarotti
- Amministratore delegato: Luca Carra
- Club ambassador: Hernán Crespo
- Segretario generale: Alessio Paini
- Segreteria generale: Christian Povolo
- Team manager: Alessio Cracolici
- Chief Operating Officer: Valerio Casagrande
- Club manager: Alessandro Lucarelli
- Responsabile della comunicazione - Ufficio stampa: Nicolò Fabris

Area tecnica
- Direttore sportivo: Daniele Faggiano
- Allenatore: Roberto D'Aversa
- Allenatore in seconda: Andrea Tarozzi
- Allenatore dei portieri: Alberto Bartoli
- Preparatore atletico: Danilo Massi, Luca Morellini
- Preparatore addetto al recupero infortunati: Stefano Bruno
- Match analyst: Marco Piccioni
- Aiuto match analyst: Simone Greco
- Magazziniere: Matteo Priori

Area sanitaria
- Coordinatore area medica: Giulio Pasta
- Responsabile sanitario, medico sociale: Paolo Manetti
- Assistente Medico Sociale: Paolo Bastia
- Fisioterapisti: Giorgio Balotta, Fabrizio Benecchi, Michele Toma, Rino Soda
- Aiuto fisioterapisti: Michele Morat

## Calciomercato

### Sessione estiva(dall'1/7 al 2/9)
| Acquisti         | Acquisti             | Acquisti              | Acquisti                                                                               |
| R.               | Nome                 | da                    | Modalità                                                                               |
| ---------------- | -------------------- | --------------------- | -------------------------------------------------------------------------------------- |
| P                | Fabrizio Alastra     | Palermo               | svincolato                                                                             |
| P                | Simone Colombi       | Carpi                 | definitivo (0,75 mln €)                                                                |
| P                | Luigi Sepe           | Napoli                | prestito                                                                               |
| D                | Matteo Darmian       | Manchester Utd        | definitivo                                                                             |
| D                | Kastriot Dermaku     | Cosenza               | definitivo                                                                             |
| D                | Vincent Laurini      | Fiorentina            | definitivo                                                                             |
| D                | Giuseppe Pezzella    | Udinese               | prestito con obbligo di riscatto (6,5 milioni €)                                       |
| C                | Gastón Brugman       | Pescara               | prestito                                                                               |
| C                | Alberto Grassi       | Napoli                | prestito                                                                               |
| C                | Hernani              | Zenit San Pietroburgo | prestito (1 mln €)                                                                     |
| C                | Dejan Kulusevski     | Atalanta              | prestito                                                                               |
| C                | José Machín          | Pescara               | definitivo (2 mln €)                                                                   |
| C                | Gianni Munari        | Verona                | fine prestito                                                                          |
| C                | Manuel Scavone       | Lecce                 | fine prestito                                                                          |
| A                | Andrea Adorante      | Inter                 | definitivo (5 mln €)                                                                   |
| A                | Yves Baraye          | Padova                | fine prestito                                                                          |
| A                | Andreas Cornelius    | Atalanta              | prestito biennale con obbligo di riscatto                                              |
| A                | Antonio Di Gaudio    | Verona                | fine prestito                                                                          |
| A                | Roberto Inglese      | Napoli                | prestito (2 milioni €) con obbligo di riscatto (18 milioni € più 2 milioni € di bonus) |
| A                | Yann Karamoh         | Inter                 | prestito con obbligo di riscatto                                                       |
| A                | Mattia Sprocati      | Lazio                 | definitivo (2,3 mln €)                                                                 |
| Altre operazioni |                      |                       |                                                                                        |
| R.               | Nome                 | da                    | Modalità                                                                               |
| P                | Federico Adorni      | Delta Porto Tolle     | fine prestito                                                                          |
| P                | Paolo Cavazza        | Carpi                 | definitivo                                                                             |
| P                | Andrea Dini          | Trapani               | fine prestito                                                                          |
| P                | Fabio Frattini       | Montebello            | definitivo                                                                             |
| P                | Michele Nardi        | Südtirol              | fine prestito                                                                          |
| P                | Martin Turk          | Koper                 | definitivo                                                                             |
| D                | Lorenzo Adorni       | Monza                 | fine prestito                                                                          |
| D                | Botond Balogh        | MTK Budapest          | definitivo                                                                             |
| D                | Cristian Cauz        | Piacenza              | fine prestito                                                                          |
| D                | Vincenzo De Meio     | Pro Vasto             | fine prestito                                                                          |
| D                | Simone Dodi          | Recanatese            | fine prestito                                                                          |
| D                | Emerson Espinoza     | Boston River          | definitivo                                                                             |
| D                | Michele Fornasier    | Pescara               | definitivo                                                                             |
| D                | Yves Kouadio         | Lanusei               | fine prestito                                                                          |
| D                | Matteo Lucarelli     | Inter                 | fine prestito                                                                          |
| D                | Alessandro Martella  | Pescara               | definitivo                                                                             |
| D                | Emmanuele Matino     | Potenza               | fine prestito                                                                          |
| D                | Alessandro Minelli   | Rende                 | fine prestito                                                                          |
| D                | Niccolò Monti        | Recanatese            | fine prestito                                                                          |
| D                | Nicholas Oberrauch   | Delta Porto Tolle     | fine prestito                                                                          |
| D                | Giovanni Pinto       | Pescara               | fine prestito                                                                          |
| D                | Reinaldo Radu        | Villarreal            | definitivo                                                                             |
| D                | Juan Ramos           | Trapani               | fine prestito                                                                          |
| D                | Giacomo Ricci        | Carrarese             | fine prestito                                                                          |
| D                | Riccardo Santovito   | Lucchese              | fine prestito                                                                          |
| D                | Lorenzo Saporetti    | Renate                | fine prestito                                                                          |
| D                | Luigi Scaglia        | Carrarese             | fine prestito                                                                          |
| D                | Stefano Scognamillo  | Trapani               | fine prestito                                                                          |
| D                | Giovanni Vaglica     | Palermo               | definitivo                                                                             |
| C                | Gabriele Carannante  | Audace Cerignola      | fine prestito                                                                          |
| C                | Giuseppe Carriero    | Catania               | fine prestito                                                                          |
| C                | Francesco Giorno     | Chiasso               | fine prestito                                                                          |
| C                | Vincenzo Mustacciolo | Siracusa              | fine prestito                                                                          |
| C                | Lorenzo Simonetti    | Renate                | fine prestito                                                                          |
| C                | Antonio Vacca        | Casertana             | fine prestito                                                                          |
| A                | Nicola Antognoni     | Ternana               | definitivo                                                                             |
| A                | Matteo Brunori       | Arezzo                | fine prestito                                                                          |
| A                | Walid Cheddira       | Sangiustese           | definitivo (0,093 mln €)                                                               |
| A                | Alessio Da Cruz      | Spezia                | fine prestito                                                                          |
| A                | Marco Frediani       | Ternana               | fine prestito                                                                          |
| A                | Cristian Galano      | Foggia                | fine prestito                                                                          |
| A                | Francesco Galuppini  | Ravenna               | fine prestito                                                                          |
| A                | Francesco Golfo      | Trapani               | fine prestito                                                                          |
| A                | Salvatore Leotta     | Siracusa              | definitivo                                                                             |
| A                | Facundo Lescano      | Potenza               | fine prestito                                                                          |
| A                | Sebastiano Longo     | Potenza               | fine prestito                                                                          |
| A                | Davide Mastaj        | Trapani               | fine prestito                                                                          |
| A                | Paolo Napoletano     | Pescara               | definitivo                                                                             |
| A                | Manuel Nocciolini    | Ravenna               | fine prestito                                                                          |
| A                | Fabian Pavone        | Pescara               | definitivo                                                                             |
| A                | Alessio Piazza       | Palermo               | svincolato                                                                             |
| A                | Fabour Utieyin       | San Mauro             | prestito                                                                               |
| A                | Luca Zamparo         | Reggio Audace         | svincolato                                                                             |

| Cessioni         | Cessioni              | Cessioni        | Cessioni               |
| R.               | Nome                  | a               | Modalità               |
| ---------------- | --------------------- | --------------- | ---------------------- |
| P                | Gabriel Brazão        | Inter           | definitivo (6,5 mln €) |
| P                | Pierluigi Frattali    | Bari            | definitivo             |
| D                | Alessandro Bastoni    | Inter           | fine prestito          |
| D                | Federico Dimarco      | Inter           | fine prestito          |
| D                | Marcello Gazzola      | Empoli          | prestito               |
| D                | Massimo Gobbi         |                 | fine carriera          |
| D                | Francisco Sierralta   | Udinese         | fine prestito          |
| C                | Jacopo Dezi           | Empoli          | prestito               |
| C                | Abdou Diakhaté        | Lokeren         | prestito               |
| C                | José Machín           | Pescara         | prestito               |
| C                | Luca Rigoni           | Vicenza         | definitivo             |
| C                | Manuel Scavone        | Bari            | definitivo             |
| C                | Leo Štulac            | Empoli          | definitivo             |
| A                | Yves Baraye           | Gil Vicente     | prestito               |
| A                | Jonathan Biabiany     |                 | svincolato             |
| A                | Fabio Ceravolo        | Cremonese       | definitivo             |
| A                | Antonio Di Gaudio     | Verona          | definitivo (1,5 mln €) |
| A                | Nicolás Schiappacasse | Atlético Madrid | fine prestito          |
| Altre operazioni |                       |                 |                        |
| R.               | Nome                  | a               | Modalità               |
| P                | Federico Adorni       | Mantova         | definitivo             |
| P                | Fabrizio Bagheria     | Inter           | fine prestito          |
| P                | Andrea Dini           | Trapani         | prestito               |
| P                | Michele Nardi         | Chievo          | definitivo             |
| D                | Lorenzo Adorni        | Vis Pesaro      | definitivo             |
| D                | Lorenzo Botturi       | Legnago         | prestito               |
| D                | Cristian Cauz         | Trapani         | prestito               |
| D                | Vincenzo De Meio      | Messina         | prestito               |
| D                | Simone Dodi           | Recanatese      | svincolato             |
| D                | Michele Fornasier     | Trapani         | prestito               |
| D                | Yves Kouadio          | Crema           | prestito               |
| D                | Matteo Lucarelli      | Torres          | prestito               |
| D                | Alessandro Martella   | Pescara         | prestito               |
| D                | Emmanuele Matino      | Cavese          | prestito               |
| D                | Alessandro Minelli    | Trapani         | prestito               |
| D                | Niccolò Monti         | Recanatese      | prestito               |
| D                | Nicholas Obearrauch   | PBA Sailfish    | svincolato             |
| D                | Giovanni Pinto        | Catania         | definitivo             |
| D                | Juan Ramos            | Spezia          | definitivo             |
| D                | Giacomo Ricci         | Juve Stabia     | prestito               |
| D                | Gabriel Rocchi        | Vigor Carpaneto | prestito               |
| D                | Riccardo Santovito    | Reggio Audace   | definitivo             |
| D                | Lorenzo Saporetti     | Catania         | definitivo             |
| D                | Luigi Scaglia         | Trapani         | definitivo             |
| D                | Mamadou Togola        | Levico          | prestito               |
| D                | Lorenzo Vecchi        | Adriese         | prestito               |
| C                | Stefano Scognamillo   | Trapani         | definitivo             |
| C                | Gabriele Carannante   | Pianese         | prestito               |
| C                | Giuseppe Carriero     | Monopoli        | prestito               |
| C                | Francesco Giorno      | Monopoli        | definitivo             |
| C                | Simone Madonna        | Arezzo          | prestito               |
| C                | Martin Montipò        | Lentigione      | prestito               |
| C                | Vincenzo Mustacciolo  | Ravenna         | prestito               |
| C                | Lorenzo Simonetti     | Carpi           | prestito               |
| C                | Antonio Vacca         | Venezia         | definitivo             |
| A                | Fabio Alagna          | Fermana         | prestito               |
| A                | Matteo Brunori        | Pescara         | definitivo             |
| A                | Walid Cheddira        | Arezzo          | prestito               |
| A                | Alessio Da Cruz       | Ascoli          | prestito               |
| A                | Marco Frediani        | Sambenedettese  | prestito               |
| A                | Cristian Galano       | Pescara         | definitivo (2 mln €)   |
| A                | Francesco Galuppini   | Renate          | definitivo             |
| A                | Francesco Golfo       | Trapani         | prestito               |
| A                | Salvatore Leotta      | Biancavilla     | prestito               |
| A                | Facundo Lescano       | Sicula Leonzio  | definitivo             |
| A                | Sebastiano Longo      | Potenza         | prestito               |
| A                | Davide Mastaj         | Carpi           | prestito               |
| A                | Manuel Nocciolini     | Ravenna         | prestito               |
| A                | Fabian Pavone         | Pescara         | prestito               |
| A                | Luca Zamparo          | Rimini          | prestito               |

### Sessione invernale(dal 2/1 al 31/1)
| Acquisti         | Acquisti             | Acquisti        | Acquisti      |
| R.               | Nome                 | da              | Modalità      |
| ---------------- | -------------------- | --------------- | ------------- |
| P                | Ionuț Radu           | Inter           | prestito      |
| D                | Vasco Regini         | Sampdoria       | prestito      |
| C                | Gastón Brugman       | Pescara         | definitivo    |
| C                | Jacopo Dezi          | Empoli          | fine prestito |
| C                | Jasmin Kurtić        | SPAL            | prestito      |
| C                | José Machín          | Pescara         | fine prestito |
| A                | Gianluca Caprari     | Sampdoria       | prestito      |
| Altre operazioni |                      |                 |               |
| R.               | Nome                 | da              | Modalità      |
| P                | Andrea Dini          | Trapani         | fine prestito |
| D                | Cristian Cauz        | Trapani         | fine prestito |
| D                | Davide Cipolletti    | Pescara         | svincolato    |
| D                | Matteo Cucci         | Lecce           | definitivo    |
| D                | Michele Laraspata    | Lecce           | definitivo    |
| D                | Matteo Lucarelli     | Torres          | fine prestito |
| D                | Alessandro Minelli   | Trapani         | fine prestito |
| D                | Gabriel Rocchi       | Vigor Carpaneto | fine prestito |
| C                | Simone Madonna       | Arezzo          | fine prestito |
| C                | Martin Montipò       | Lentigione      | fine prestito |
| C                | Stefano Palmucci     | Pescara         | definitivo    |
| A                | Matteo Brunori       | Pescara         | fine prestito |
| A                | Walid Cheddira       | Arezzo          | fine prestito |
| A                | Alessio Da Cruz      | Ascoli          | fine prestito |
| A                | Francesco Golfo      | Trapani         | fine prestito |
| A                | Eric Lanini          | Juventus U23    | definitivo    |
| A                | Salvatore Leotta     | Biancavilla     | fine prestito |
| A                | Muhamed Tehe Olawale | Ponsacco        | definitivo    |
| A                | Luca Zamparo         | Rimini          | fine prestito |

| Cessioni         | Cessioni             | Cessioni             | Cessioni   |
| R.               | Nome                 | a                    | Modalità   |
| ---------------- | -------------------- | -------------------- | ---------- |
| P                | Fabrizio Alastra     | Pescara              | prestito   |
| C                | Jacopo Dezi          | Virtus Entella       | prestito   |
| C                | José Machín          | Monza                | prestito   |
| Altre operazioni |                      |                      |            |
| R.               | Nome                 | a                    | Modalità   |
| P                | Andrea Dini          | Avellino             | prestito   |
| D                | Cristian Cauz        | Ravenna              | definitivo |
| D                | Emerson Espinoza     | Inter                | prestito   |
| D                | Alessandro Minelli   | Juventus             | definitivo |
| D                | Gabriel Rocchi       | Nibbiano & Valtidone | svincolato |
| C                | Simone Madonna       | Pescara              | definitivo |
| C                | Martin Montipò       | Felino               | prestito   |
| A                | Matteo Brunori       | Pescara              | definitivo |
| A                | Walid Cheddira       | Lecco                | prestito   |
| A                | Alessio Da Cruz      | Sheffield Weds       | prestito   |
| A                | Francesco Golfo      | Potenza              | prestito   |
| A                | Eric Lanini          | Como                 | prestito   |
| A                | Salvatore Leotta     | Vigor Carpaneto      | prestito   |
| A                | Muhamed Tehe Olawale | TPS                  | prestito   |
| A                | Alessio Piazza       | Lecce                | definitivo |
| A                | Luca Zamparo         | Reggio Audace        | prestito   |

## Risultati

### Serie A

#### Girone di andata
| Arbitro: | Maresca (Napoli) |

|  |           |               |
|  | Marcatori | 21’ Chiellini |

| Arbitro: | Piccinini (Forlì) |

|             |           |                                       |
| Lasagna 17’ | Marcatori | 43’ Gervinho 59’ Gagliolo 75’ Inglese |

| Arbitro: | Pasqua (Tivoli) |

|             |           |                                 |
| Barillà 58’ | Marcatori | 23’, 39’ Ceppitelli 77’ Simeone |

| Arbitro: | Abisso (Palermo) |

|                         |           |  |
| Immobile 8’ Marušić 67’ | Marcatori |  |

| Arbitro: | Marinelli (Tivoli) |

|                       |           |  |
| Bourabia 90+5’ (aut.) | Marcatori |  |

| Arbitro: | La Penna (Roma) |

|                                           |           |                                |
| Kulusevski 2’ Cornelius 45+3’ Inglese 88’ | Marcatori | 12’ Ansaldi 43’ (rig.) Belotti |

| Arbitro: | Guida (Torre Annunziata) |

|             |           |  |
| Petagna 31’ | Marcatori |  |

| Arbitro: | Valeri (Roma) |

|                                                    |           |               |
| Kucka 38’ Cornelius 42’, 45+1’, 50’ Kulusevski 79’ | Marcatori | 52’ Pinamonti |

| Arbitro: | Chiffi (Padova) |

|                         |           |                          |
| Candreva 23’ Lukaku 51’ | Marcatori | 26’ Karamoh 30’ Gervinho |

| Arbitro: | Manganiello (Pinerolo) |

|  |           |             |
|  | Marcatori | 10’ Lazović |

| Arbitro: | Pairetto (Nichelino) |

|                 |           |              |
| Castrovilli 67’ | Marcatori | 40’ Gervinho |

| Arbitro: | Fabbri (Ravenna) |

|                              |           |  |
| Sprocati 68’ Cornelius 90+2’ | Marcatori |  |

| Arbitro: | Abisso (Palermo) |

|                            |           |                             |
| Palacio 40’ Džemaili 90+5’ | Marcatori | 17’ Kulusevski 71’ Iacoponi |

| Arbitro: | Valeri (Roma) |

|  |           |               |
|  | Marcatori | 88’ Hernández |

| Arbitro: | Abisso (Palermo) |

|  |           |           |
|  | Marcatori | 21’ Kucka |

| Arbitro: | Di Bello (Brindisi) |

|           |           |                              |
| Milik 64’ | Marcatori | 4’ Kulusevski 90+3’ Gervinho |

| Arbitro: | Fourneau (Roma) |

|              |           |               |
| Grassi 90+2’ | Marcatori | 72’ Balotelli |

| Arbitro: | Pasqua (Tivoli) |

|                                                  |           |  |
| Gómez 11’ Freuler 34’ Gosens 43’ Iličić 60’, 71’ | Marcatori |  |

| Arbitro: | Fabbri (Ravenna) |

|                            |           |  |
| Iacoponi 57’ Cornelius 72’ | Marcatori |  |

#### Girone di ritorno
| Arbitro: | Di Bello (Brindisi) |

|                     |           |               |
| C. Ronaldo 43’, 58’ | Marcatori | 55’ Cornelius |

| Arbitro: | Sozza (Seregno) |

|                             |           |  |
| Gagliolo 19’ Kulusevski 34’ | Marcatori |  |

| Arbitro: | Irrati (Pistoia) |

|                            |           |                           |
| João Pedro 19’ Simeone 53’ | Marcatori | 42’ Kucka 90+4’ Cornelius |

| Arbitro: | Di Bello (Brindisi) |

|  |           |             |
|  | Marcatori | 41’ Caicedo |

| Arbitro: | Mariani (Aprilia) |

|  |           |              |
|  | Marcatori | 25’ Gervinho |

| Arbitro: | Irrati (Pistoia) |

|              |           |           |
| N'Koulou 15’ | Marcatori | 31’ Kucka |

| Arbitro: | Pairetto (Nichelino) |

|  |           |                    |
|  | Marcatori | 71’ (rig.) Petagna |

| Arbitro: | Giacomelli (Trieste) |

|                   |           |                                        |
| Falque 59’ (rig.) | Marcatori | 18’, 33’, 53’ Cornelius 87’ Kulusevski |

| Arbitro: | Maresca (Napoli) |

|              |           |                            |
| Gervinho 15’ | Marcatori | 84’ de Vrij 87’ A. Bastoni |

| Arbitro: | Valeri (Roma) |

|                                                  |           |                             |
| Di Carmine 45+3’ (rig.) Zaccagni 54’ Pessina 81’ | Marcatori | 14’ Kulusevski 64’ Gagliolo |

| Arbitro: | Abisso (Palermo) |

|                  |           |                               |
| Kucka 50’ (rig.) | Marcatori | 19’ (rig.), 31’ (rig.) Pulgar |

| Arbitro: | Fabbri (Ravenna) |

|                             |           |                 |
| Mxit'aryan 43’ Veretout 57’ | Marcatori | 9’ (rig.) Kucka |

| Arbitro: | Mariani (Aprilia) |

|                            |           |                          |
| Kurtić 90+3’ Inglese 90+5’ | Marcatori | 3’ L. Danilo 16’ Soriano |

| Arbitro: | Irrati (Pistoia) |

|                                            |           |            |
| Kessié 55’ A. Romagnoli 59’ Çalhanoğlu 77’ | Marcatori | 44’ Kurtić |

| Arbitro: | Calvarese (Teramo) |

|                                     |           |                                           |
| Gervinho 18’ Bereszyński 40’ (aut.) | Marcatori | 48’ Chabot 69’ Quagliarella 78’ Bonazzoli |

| Arbitro: | Giua (Olbia) |

|                                            |           |                       |
| Caprari 45+3’ (rig.) Kulusevski 87’ (rig.) | Marcatori | 54’ (rig.) L. Insigne |

| Arbitro: | Maggioni (Lecco) |

|             |           |                            |
| Dessena 62’ | Marcatori | 59’ Darmian 81’ Kulusevski |

| Arbitro: | Pairetto (Nichelino) |

|                |           |                            |
| Kulusevski 43’ | Marcatori | 70’ Malinovs'kyj 84’ Gómez |

| Arbitro: | Mariani (Aprilia) |

|                                        |           |                                                          |
| Barák 40’ Meccariello 45’ Lapadula 68’ | Marcatori | 11’ (aut.) Lucioni 24’ Caprari 52’ Cornelius 66’ Inglese |

### Coppa Italia

#### Turni eliminatori
| Arbitro: | Valeri (Roma) |

|                               |           |                  |
| Gervinho 9’, 72’ Iacoponi 22’ | Marcatori | 24’ (rig.) Aramu |

| Arbitro: | Dionisi (L'Aquila) |

|                                    |           |            |
| Siligardi 20’ Hernani 90+2’ (rig.) | Marcatori | 71’ Trotta |

#### Fase finale
| Arbitro: | Pairetto (Nichelino) |

|  |           |                            |
|  | Marcatori | 49’, 76’ (rig.) Pellegrini |

## Statistiche
Statistiche aggiornate al 2 agosto 2020.

### Statistiche di squadra
| Competizione | Punti        | In casa | In casa | In casa | In casa | In casa | In casa | In trasferta | In trasferta | In trasferta | In trasferta | In trasferta | In trasferta | Totale | Totale | Totale | Totale | Totale | Totale | DR |
| Competizione | Punti        | G       | V       | N       | P       | GF      | GS      | G            | V            | N            | P            | GF           | GS           | G      | V      | N      | P      | GF     | GS     | DR |
| ------------ | ------------ | ------- | ------- | ------- | ------- | ------- | ------- | ------------ | ------------ | ------------ | ------------ | ------------ | ------------ | ------ | ------ | ------ | ------ | ------ | ------ | -- |
| Serie A      | 49           | 19      | 7       | 2       | 10      | 26      | 24      | 19           | 7            | 5            | 7            | 30           | 33           | 38     | 14     | 7      | 17     | 56     | 57     | -1 |
| Coppa Italia | Quarto Turno | 3       | 2       | 0       | 1       | 5       | 4       | 0            | 0            | 0            | 0            | 0            | 0            | 3      | 2      | 0      | 1      | 5      | 4      | +1 |
| Totale       | 49           | 22      | 9       | 2       | 11      | 31      | 28      | 19           | 7            | 5            | 7            | 30           | 33           | 41     | 16     | 7      | 18     | 61     | 61     | 0  |

### Andamento in campionato
| Giornata  | 1  | 2 | 3  | 4  | 5  | 6 | 7  | 8 | 9 | 10 | 11 | 12 | 13 | 14 | 15 | 16 | 17 | 18 | 19 | 20 | 21 | 22 | 23 | 24 | 25 | 26 | 27 | 28 | 29 | 30 | 31 | 32 | 33 | 34 | 35 | 36 | 37 | 38 |
| --------- | -- | - | -- | -- | -- | - | -- | - | - | -- | -- | -- | -- | -- | -- | -- | -- | -- | -- | -- | -- | -- | -- | -- | -- | -- | -- | -- | -- | -- | -- | -- | -- | -- | -- | -- | -- | -- |
| Luogo     | C  | T | C  | T  | C  | C | T  | C | T | C  | T  | C  | T  | C  | T  | T  | C  | T  | C  | T  | C  | T  | C  | T  | T  | C  | T  | C  | T  | C  | T  | C  | T  | C  | C  | T  | C  | T  |
| Risultato | P  | V | P  | P  | V  | V | P  | V | N | P  | N  | V  | N  | P  | V  | V  | N  | P  | V  | P  | V  | N  | P  | V  | N  | P  | V  | P  | P  | P  | P  | N  | P  | P  | V  | V  | P  | V  |
| Posizione | 18 | 9 | 15 | 15 | 13 | 8 | 12 | 8 | 8 | 9  | 10 | 8  | 9  | 9  | 8  | 7  | 7  | 7  | 7  | 8  | 7  | 7  | 9  | 7  | 8  | 9  | 7  | 9  | 10 | 12 | 12 | 12 | 12 | 14 | 10 | 11 | 11 | 11 |

Fonte:  Serie A, su calcio.com.
Legenda:

Luogo: C = Casa; T = Trasferta. Risultato: V = Vittoria; N = Pareggio; P = Sconfitta.

### Statistiche dei giocatori
Sono in corsivo i calciatori che hanno lasciato la società a stagione in corso.
| Giocatore      | Serie A  | Serie A | Serie A     | Serie A    | Coppa Italia | Coppa Italia | Coppa Italia | Coppa Italia | Totale   | Totale | Totale      | Totale     |
| Giocatore      | Presenze | Reti    | Ammonizioni | Espulsioni | Presenze     | Reti         | Ammonizioni  | Espulsioni   | Presenze | Reti   | Ammonizioni | Espulsioni |
| -------------- | -------- | ------- | ----------- | ---------- | ------------ | ------------ | ------------ | ------------ | -------- | ------ | ----------- | ---------- |
| A. Adorante    | 0        | 0       | 0           | 0          | 1            | 0            | 0            | 0            | 1        | 0      | 0           | 0          |
| F. Alastra     | 0        | 0       | 0           | 0          | 0            | 0            | 0            | 0            | 0        | 0      | 0           | 0          |
| B. Alves       | 33       | 0       | 4           | 0          | 1            | 0            | 1            | 0            | 34       | 0      | 5           | 0          |
| A. Barillà     | 26       | 1       | 6           | 0          | 3            | 0            | 0            | 0            | 29       | 1      | 6           | 0          |
| G. Brugman     | 23       | 0       | 4           | 0          | 2            | 0            | 0            | 0            | 25       | 0      | 4           | 0          |
| G. Caprari     | 12       | 2       | 1           | 0          | 0            | 0            | 0            | 0            | 12       | 2      | 1           | 0          |
| S. Colombi     | 4        | -4      | 0           | 0          | 2            | -3           | 0            | 0            | 6        | -7     | 0           | 0          |
| A. Cornelius   | 26       | 12      | 1           | 0          | 1            | 0            | 0            | 0            | 27       | 12     | 1           | 0          |
| E. Corvi       | 0        | 0       | 0           | 0          | 0            | 0            | 0            | 0            | 0        | 0      | 0           | 0          |
| M. Darmian     | 33       | 1       | 6           | 0          | 1            | 0            | 0            | 0            | 34       | 1      | 6           | 0          |
| K. Dermaku     | 16       | 0       | 2           | 0          | 3            | 0            | 1            | 0            | 19       | 0      | 3           | 0          |
| R. Gagliolo    | 32       | 3       | 7           | 0          | 3            | 0            | 0            | 0            | 35       | 3      | 7           | 0          |
| Gervinho       | 31       | 7       | 3           | 0          | 1            | 2            | 0            | 0            | 32       | 9      | 3           | 0          |
| A. Grassi      | 16       | 1       | 6           | 0          | 1            | 0            | 1            | 0            | 17       | 1      | 7           | 0          |
| Hernani        | 32       | 0       | 10          | 0          | 2            | 1            | 0            | 0            | 34       | 1      | 10          | 0          |
| S. Iacoponi    | 36       | 2       | 7           | 0          | 2            | 1            | 0            | 0            | 38       | 3      | 7           | 0          |
| R. Inglese     | 17       | 4       | 1           | 0          | 2            | 0            | 0            | 0            | 19       | 4      | 1           | 0          |
| Y. Karamoh     | 14       | 1       | 0           | 0          | 1            | 0            | 0            | 0            | 15       | 1      | 0           | 0          |
| J. Kucka       | 26       | 6       | 5           | 1          | 2            | 0            | 0            | 0            | 28       | 6      | 5           | 1          |
| D. Kulusevski  | 36       | 10      | 3           | 0          | 3            | 0            | 0            | 0            | 39       | 10     | 3           | 0          |
| J. Kurtić      | 20       | 2       | 5           | 0          | 1            | 0            | 0            | 0            | 21       | 2      | 5           | 0          |
| V. Laurini     | 15       | 0       | 4           | 0          | 3            | 0            | 1            | 0            | 18       | 0      | 5           | 0          |
| G. Pezzella    | 22       | 0       | 2           | 0          | 2            | 0            | 0            | 0            | 24       | 0      | 2           | 0          |
| V. Regini      | 2        | 0       | 0           | 0          | 0            | 0            | 0            | 0            | 2        | 0      | 0           | 0          |
| I. Radu        | 0        | 0       | 0           | 0          | 0            | 0            | 0            | 0            | 0        | 0      | 0           | 0          |
| M. Scozzarella | 16       | 0       | 2           | 0          | 1            | 0            | 0            | 0            | 17       | 0      | 2           | 0          |
| L. Sepe        | 34       | -53     | 1           | 0          | 1            | -1           | 0            | 0            | 35       | -54    | 1           | 0          |
| L. Siligardi   | 12       | 0       | 0           | 0          | 2            | 1            | 0            | 0            | 14       | 1      | 0           | 0          |
| M. Sprocati    | 20       | 1       | 0           | 0          | 1            | 0            | 0            | 0            | 21       | 1      | 0           | 0          |